# Колмаково (Омская область)
Колмаково — деревня в Тюкалинском районе Омской области. Входит в состав Атрачинского сельского поселения.

## История
В 1928 году состояла из 125 хозяйств, основное население — русские. Центр Колмаковского сельсовета Тюкалинского района Омского округа Сибирского края.

## Население
| 1926 | 2010 |
| ---- | ---- |
| 640  | ↘84  |